# Wiesbaden Tennis Open
Il Wiesbaden Tennis Open è un torneo professionistico di tennis giocato su campi in terra rossa. Fa parte dell'ITF Women's Circuit. Si gioca annualmente a Wiesbaden in Germania.

## Albo d'oro

### Singolare
| Anno | Campionessa                           | Finalista                             | Punteggio                             |
| ---- | ------------------------------------- | ------------------------------------- | ------------------------------------- |
| 2025 | Anna Bondár (2)                       | Julia Grabher                         | 6–2, 6–4                              |
| 2024 | Julia Riera                           | Jule Niemeier                         | 3-6, 6–3, 6–2                         |
| 2023 | Elina Avanesjan                       | Jaimee Fourlis                        | 6–2, 6–0                              |
| 2022 | Danka Kovinić                         | Nastasja Schunk                       | 6–3, 7–6(0)                           |
| 2021 | Anna Bondár (1)                       | Clara Burel                           | 6–2, 6–4                              |
| 2020 | Annullato per pandemia di coronavirus | Annullato per pandemia di coronavirus | Annullato per pandemia di coronavirus |
| 2019 | Barbora Krejčíková                    | Katarina Zavac'ka                     | 6–4, 7–6(2)                           |
| 2018 | Kathinka von Deichmann (2)            | Katarina Zavac'ka                     | 6–3, 6–2                              |
| 2017 | Kathinka von Deichmann (1)            | Petra Martić                          | 4–6, 6–4, 7–6(7)                      |
| 2016 | Victoria Kan                          | Laura Schaeder                        | 6–2, 4–6, 6–0                         |
| 2015 | Anastasija Sevastova                  | Tereza Martincová                     | 6–1, 6–3                              |
| 2014 | Ekaterina Aleksandrova                | Tamira Paszek                         | 7–6(4), 4–6, 6–3                      |
| 2013 | Yvonne Meusburger                     | Sharon Fichman                        | 5–7, 6–4, 6–1                         |
| 2012 | Anna Danilina                         | Laura Siegemund                       | 7–6(2), 7–6(4)                        |
| 2011 | Yuliana Lizarazo                      | Marcella Koek                         | 6–1, 7–6(5)                           |
| 2010 | Scarlett Werner                       | Elise Tamaëla                         | 5-7, 6-2, 6-4                         |
| 2009 | Julia Babilon                         | Darija Jurak                          | 6–1, 6-2                              |

### Doppio
| Anno | Campionesse                              | Finaliste                             | Punteggio                             |
| ---- | ---------------------------------------- | ------------------------------------- | ------------------------------------- |
| 2025 | Jibek Kulambaeva Darja Semeņistaja       | Jesika Malečková Miriam Škoch         | 4-6, 6-3, [11-9]                      |
| 2024 | Samantha Murray Sharan Laura Pigossi     | Himeno Sakatsume Anita Wagner         | 7-5, 6-2                              |
| 2023 | Jaimee Fourlis Olivia Gadecki            | Emily Appleton Julia Lohoff           | 6–1, 6–4                              |
| 2022 | Amina Anšba Panna Udvardy                | Andrea Gámiz Eva Vedder               | 6–2, 6–4                              |
| 2021 | Anna Bondár Lara Salden                  | Arianne Hartono Olivia Tjandramulia   | 6(9)–7, 6–2, [10–4]                   |
| 2020 | Annullato per pandemia di coronavirus    | Annullato per pandemia di coronavirus | Annullato per pandemia di coronavirus |
| 2019 | Anna Blinkova Yanina Wickmayer           | Jaimee Fourlis Kathinka von Deichmann | 6–3, 4–6, [10–3]                      |
| 2018 | Hélène Scholsen Chanel Simmonds          | Cornelia Lister Sabrina Santamaria    | 6–3, 2–6, [10–8]                      |
| 2017 | Vivian Heisen Storm Sanders              | Diāna Marcinkēviča Rebeka Masarova    | 7–5, 5–7, [10–8]                      |
| 2016 | Marie Benoît Arantxa Rus                 | Steffi Distelmans Demi Schuurs        | 6–2, 6–2                              |
| 2015 | Carolin Daniels Viktorija Golubic (2)    | Cindy Burger Veronika Kapšaj          | 6–4, 4–6, [10–6]                      |
| 2014 | Viktorija Golubic (1) Diāna Marcinkēviča | Julia Glushko Mandy Minella           | 6–4, 6–3                              |
| 2013 | Gabriela Dabrowski Sharon Fichman        | Dinah Pfizenmaier Anna Zaja           | 6–3, 6–3                              |
| 2012 | Laura Siegemund Caitlin Whoriskey        | Aleksandra Romanova Sylwia Zagórska   | 6–0, 6–0                              |
| 2011 | Mihaela Buzărnescu Karolina Wlodarczak   | Dejana Raickovic Ghislaine van Baal   | 6(4)–7, 6–3, [10–6]                   |
| 2010 | Barbara Bonić Nataša Zorić               | Quirine Lemoine Marlot Meddens        | 6-2, 6-2                              |
| 2009 | Leonie Mekel Pauline Wong                | Alexandra Cadanțu Alexandra Stuparu   | 6-1, 6-3                              |